# Витомир (властелин)
Витомир (умро после 25. децембра 1381), српски властелин из Моравске Србије, савременик и поданик кнеза Лазара. Био је један од учесника боја на Дубравници, а највероватније је живео у околини Петруса.

## Биографија
Витомир се помиње у неким од летописа који говоре о бици на Дубравници између Турака и Црепа Вукославића, познатог војсковође кнеза Лазара. За разлику од Црепа, који је добро познат, о Витомиру се не зна готово ништа. Није познато коју је титулу носио уколико ју је уопште и имао. Не зна се ни где су се налазили његови поседи. Летописи пружају само обавештења о исходу битке. Претпоставља се да је у акцији учествовала властела из краја који је нападнут. Битка је вођена у близини Петруса (данашњи Параћин) где се налазио и посед Црепа Вукославића. Због тога се може закључити да се и Витомиров посед налазио у том крају. Као и Цреп, и Витомир је вероватно био властелин крајишник. Константин Јиречек је у војводи Николи који се 1425. године помиње у одлукама дубровачког Великог већа, препознао сина Витомира, учесника битке на Дубравници.

## У књижевности
Витомир је један од главних ликова у псеудоисторијској сатиричној драми Косово Миладина Шеварлића. Иако је битка на Дубравници у драми приказана као обична погранична чарка, и уз то изгубљена, Кнез Лазар сваке године свечано прославља измишљену победу на Дубравници, користећи је као пропагандно средство како би подигао морал својих поданика и убедио их у непобедивост српске војске. Када му се војвода Витомир, кога сви славе као победника на Дубравници, супротстави и покуша да га убеди да објави народу праву истину о турској моћи и српској слабости, Лазар га проглашава за издајника и осуђује на смрт непосредно пре боја на Косову. У драми, у Витомира је несрећно заљубљена Лазарева кћи, кнегињица Оливера.